# Chinazypresse
Die Chinazypresse (Glyptostrobus pensilis), auch Wasserfichte genannt, ist eine in China, Vietnam und Laos heimische Koniferenart. Es ist die einzige rezente Art der Gattung der Wasserfichten (Glyptostrobus) aus der Familie der Zypressengewächse (Cupressaceae). Sie stellt ein lebendes Fossil dar.

## Beschreibung

### Habitus

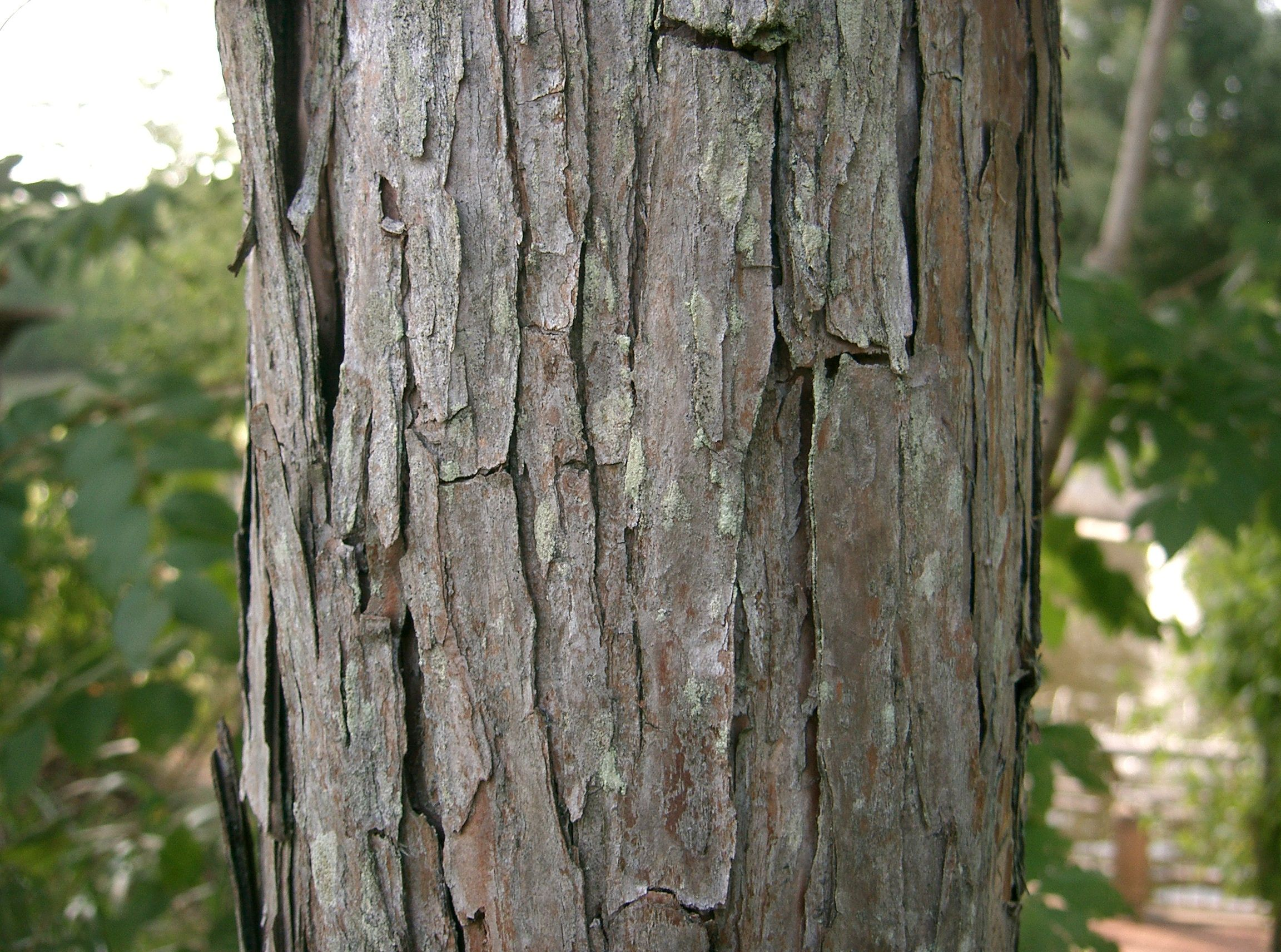
Borke

Die Chinazypresse ist ein Baum, der Wuchshöhen von 8 bis 25 m erreicht. Der Stamm ist in einer Höhe von zirka 70 cm verbreitert und stark gefurcht. Es werden in diesem Bereich Stammdurchmesser von 60 bis 120 cm erreicht.
Die Borke weist eine graue bis graubraune Farbe auf und löst sich in langen und unregelmäßigen Streifen vom Baum. Die Baumkrone ist kegelförmig. Es gibt Lang- und Kurztriebe. Die unteren Zweige stehen mehr waagerecht ab, die oberen Zweige sind mehr aufrecht.

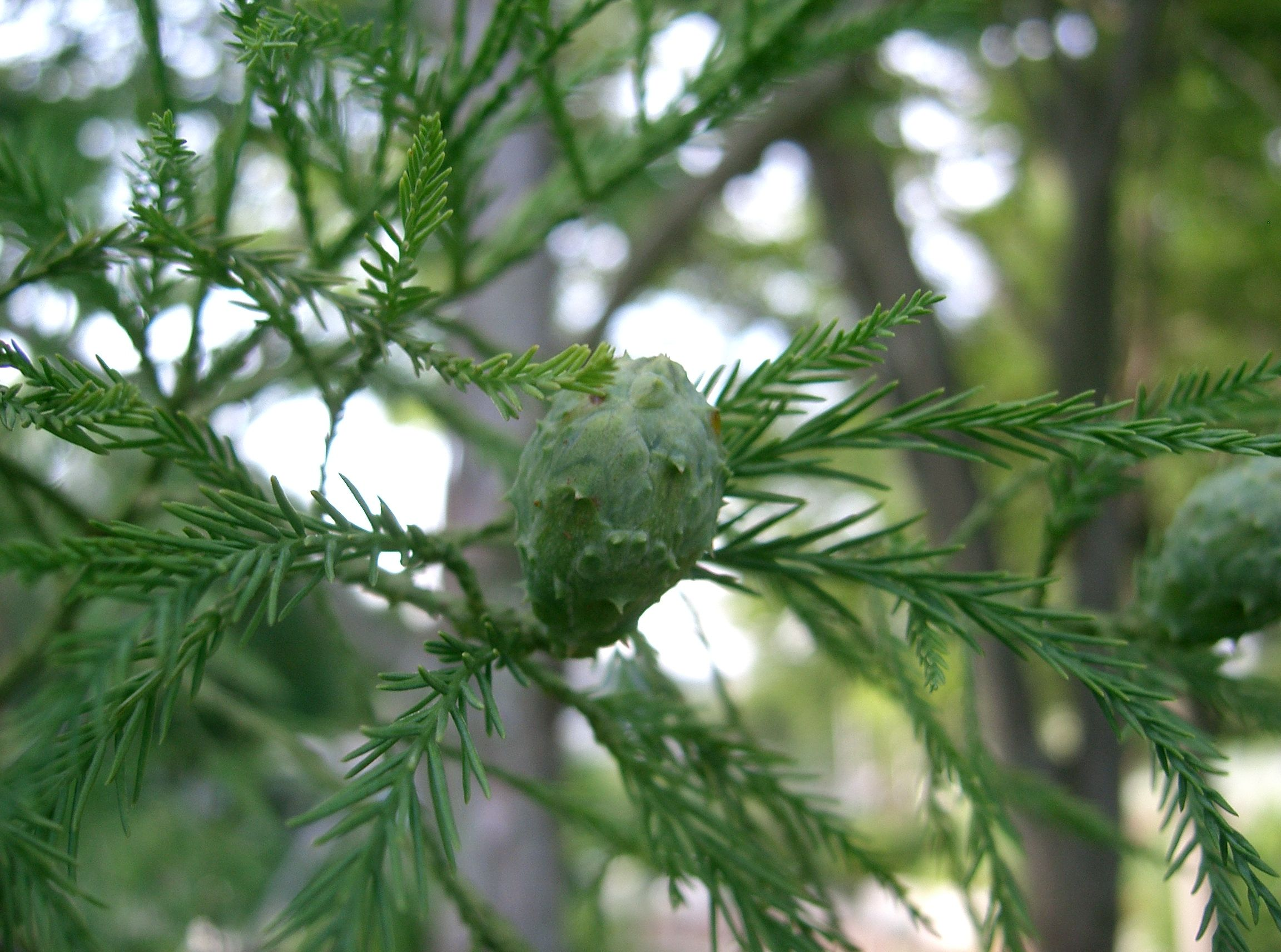
Chinazypresse (Glyptostrobus pensilis)

### Wurzeln
Die Chinazypresse bildet in der Jugend eine Pfahlwurzel, die in einem Alter von rund 10 Jahren das Längenwachstum einstellt oder zur Seite umbiegt. Sie dringt in Bodentiefen von über 2 m vor. Alte Bäume besitzen stark entwickelte Seitenwurzeln. Das Wurzelholz besteht aus einem lockeren Holzgewebe, das einen hohen Aerenchym-Anteil besitzt. Jeder Baum bildet ein bis zwei Atemwurzeln aus, die bis zu 70 cm über den Boden oder Wasserspiegel hinausragen.

### Holz
Das Holz der Chinazypresse ist weich, leicht und fein strukturiert. Das rötlich braune Kernholz unterscheidet sich farblich vom gelblichbraunen Splintholz. Es ist widerstandsfähig gegen Nässe. Die Rohdichte bei einer Holzfeuchte von 15 Prozent liegt zwischen 0,37 und 0,42 g/cm³. Das Wurzelholz ist mit einer Rohdichte von 0,12 g/cm³ noch leichter und auch weicher.

### Belaubung

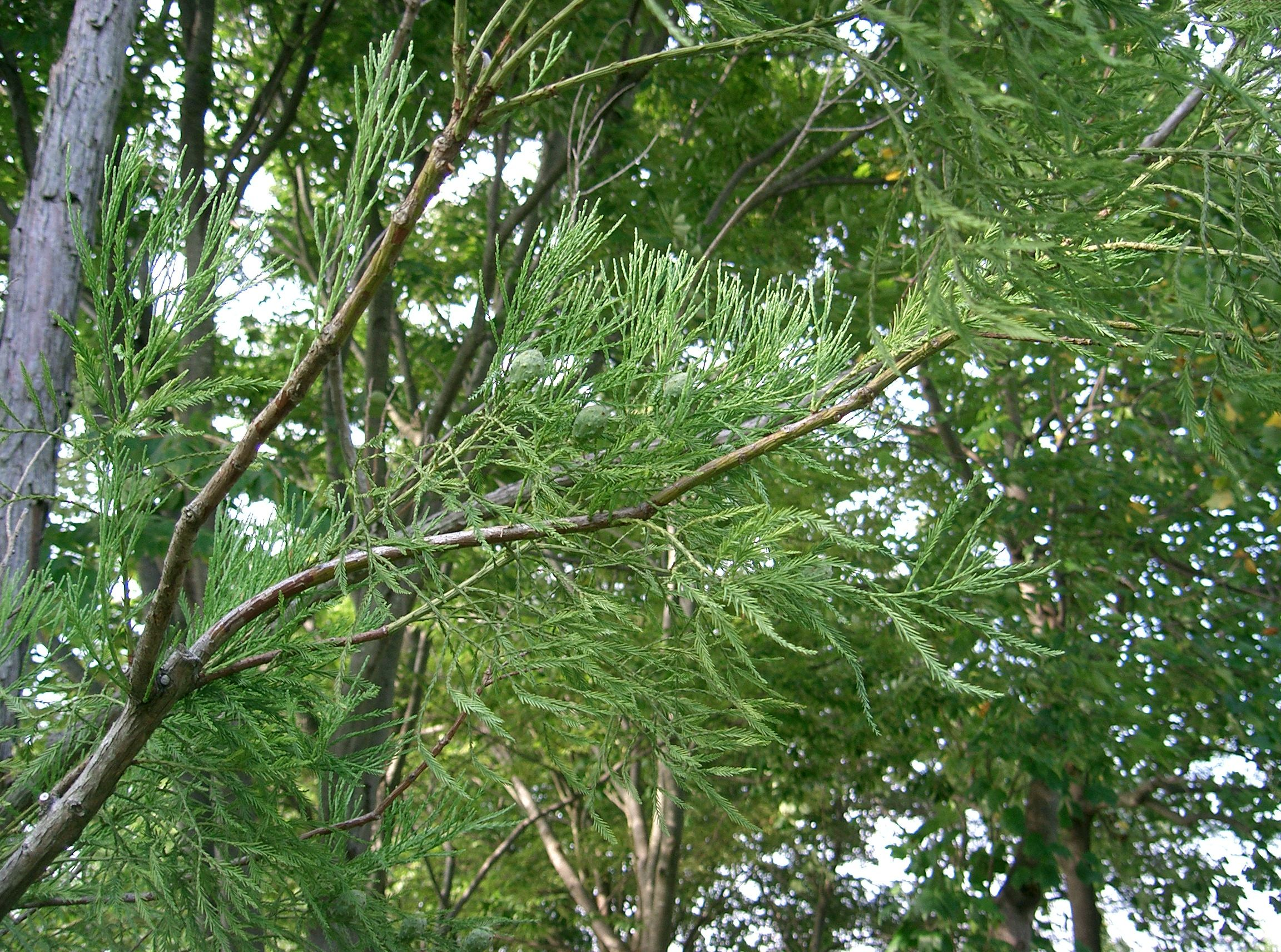
Zweig mit Nadeln

Die Chinazypresse ist ein semi-wintergrüner Baum und bildet drei verschiedene Arten von Blättern aus, von denen nur eine Form im Winter am Baum verbleibt.
Die erste Art sind Schuppenblätter, die schraubig angeordnet an jungen oder mehrjährigen Langtrieben stehen. Sie besitzen weiße Spaltöffnungen, sind relativ dick und werden zwischen 2 und 3 mm lang. Sie verbleiben zwei bis drei Jahre am Baum und sind auch im Winter grün.
Die zweite Art sind dünne nadelförmige Blätter, die ebenfalls schraubig, aber gescheitelt an Kurztrieben stehen. Sie besitzen eine schmale Basis und sind scharf zugespitzt. An der Blattoberseite verläuft entlang der Mittelrippe eine Spaltöffnungsreihe. Sie werden zwischen 1 und 3 cm lang und zwischen 1,5 und 4 mm breit. Sie fallen zum Winter hin zusammen mit den Kurztrieben ab.
Die dritte Art sind pfriemliche, leicht gekrümmte Blätter, die entweder radiär abstehend oder dreireihig angeordnet an Kurztriebe stehen. Der Apex kann sowohl stumpf als auch spitz sein. Sie werden zwischen 4 und 11 mm lang. Auch sie fallen mit den Kurztrieben im Winter ab.

### Blüten, Zapfen und Samen
Die Chinazypresse ist einhäusig (monözisch). Junge Bäume bilden nur weibliche Blütenzapfen aus. Die Blütezeit erstreckt sich von Januar bis Februar. Die elliptischen, rund 3 mm langen und 4 mm breiten männlichen Blütenzapfen bestehen aus 15 bis 20 schuppenähnlichen Staubblättern. Sie sind am Anfang ihrer Entwicklung grün und färben sich zur Blütezeit purpurbläulich bis dunkelblau. Die weiblichen Blütenzapfen befinden sich an den Enden der Kurztriebe. Sie stehen zur Blütezeit etwa waagerecht, die Bestäubungstropfen stehen frei im Luftstrom und sind von außen sichtbar und sind nur etwa 2 mm lang und 1 mm breit. Die weiblichen Blütenzapfen bestehen aus 20 bis 22 grünen, eiförmigen Zapfenschuppen, die dachziegelig angeordnet sind. Jede Zapfenschuppe trägt 2 (bis 3) Samenanlagen. Die eiförmigen, anfangs grünen, bei der Reife im Oktober hellbraunen Zapfen werden 2 bis 2,5 cm lang und 1,3 bis 1,5 cm breit. Zur Reife stehen sie aufrecht. Die zur Basis hin keilförmig auslaufenden und verholzten Zapfenschuppen sind an der Spitze abgerundet. Deck- und die Samenschuppen sind an der Basis miteinander verwachsen. 
Die braunen Samen sind 5 bis 7 mm lang und 3 bis 4 mm breit. Sie sind elliptisch geformt und erscheinen leicht zusammengedrückt. Jeder Samen hat einen 4 bis 7 mm breiten Flügel. Das Tausendkorngewicht liegt bei rund 12,5 g. 
Pro Keimling sind vier bis fünf Keimblätter (Kotyledonen) vorhanden. 

### Chromosomenzahl
Die Chromosomenzahl beträgt 2n = 22.

## Verbreitung und Standort
Die Chinazypresse ist in China endemisch. Das Zentrum ihres natürlichen Verbreitungsgebietes erstreckt sich über das Delta des Perlflusses in der Provinz Guangdong sowie über mittlere Teile der Provinz Fujian und den Unterlauf des Minjiang-Flusses. Ein Großteil der Bestände wurde künstlich angelegt; es bestehen aber immer noch natürliche Populationen. Weitere Bestände befinden sich in den östlichen und westlichen Teilen der Provinz Guangdong, im östlichen und nördlichen Fujian, im östlichen Jiangxi und im südöstlichen Guangxi und Yunnan. Sie wurde häufig als Zierbaum in den Bergen von Lushan sowie in Shanghai, Hangzhou und Hongkong angebaut. Nach WCSP kommt sie außerhalb von China ursprünglich auch in Laos und Vietnam vor.
1812 erfolgte der erste Anbauversuch in den USA, nach 1830 in Europa. Die Chinazypresse ist durch Holzeinschlag in ihrem natürlichen Vorkommen als wild wachsende Art vom Aussterben bedroht.
Die Chinazypresse ist eine Baumart des feuchtwarmen Klimas. Die Niederschläge betragen im natürlichen Verbreitungsgebiet um 1.600 mm/Jahr. Sie bevorzugt Standorte mit einer hohen Luftfeuchtigkeit und Alluvialböden mit hohem Wasserangebot. Durch ihre Atemwurzeln ist sie an wechselnde Wasserstände angepasst. Der pH-Wert sollte zwischen 7 und 8 liegen. Ein Salzgehalt des Bodens von bis zu 0,28 Prozent wird ertragen. Sie ist eine Lichtbaumart.

### Paläobotanik
Während der Kreidezeit gehörten Arten der Gattung Glyptostrobus zu den häufigsten Vertretern der Zypressengewächse (Cupressaceae). Die Gattung hatte früher eine Verbreitung in weiten Teilen der Nordhalbkugel. Die weiteste Verbreitung hatte sie im Paläozän. Es waren wichtige Bäume der Braunkohlensümpfe. Auf ihr heutiges Areal wurde die Gattung mit der heute einzigen Art schon vor und während der Eiszeiten zurückgedrängt. Fossile Überreste der Gattung stellten wichtige Untersuchungsobjekte zur Erforschung der Samenpflanzen-Evolution dar.

## Krankheiten und Schädlinge
Bestände, die in Japan angepflanzt wurden, werden vom Pilz Cercospora sequoiae befallen, der starke Nadel- und Triebverluste hervorruft und die Pflanze zum Absterben bringen kann. Die Krankheit wurde wahrscheinlich von der Sicheltanne (Cryptomeria japonica) auf die Chinazypresse übertragen.

## Nutzung
Wegen des sehr intensiv ausgeprägten Wurzelsystems wird die Chinazypresse häufig entlang von Deichen und Dämmen angepflanzt, um diese zu befestigen.
Das Holz findet Verwendung als Bau- und Möbelholz und wegen der Widerstandsfähigkeit gegen Nässe auch im Brückenbau. Wegen des Auftriebs im Wasser werden Schwimmgürtel und Rettungsringe daraus gefertigt.

## Systematik

### Erstbeschreibung und Synonyme
Diese Art wurde 1828 unter dem Taxon Thuja pensilis in der zweiten Auflage des Werkes A description of the genus Pinus des englischen Botanikers Aylmer Bourke Lambert beschrieben, das unter Mitwirkung von David Don entstand; die Beschreibung selbst wird dem bereits 1801 verstorbenen irisch-britischen Botaniker George Leonard Staunton zugeschrieben. Nur fünf Jahre später wurde 1833 eine weitere Beschreibung durch den französischen Botaniker Adolphe Brongniart unter dem Taxon Taxodium japonicum (Thunb. ex L. f.) Brongn. var. heterophyllum Brongn. veröffentlicht, in der die Pflanze als Unterart der Sicheltanne angesehen wurde.
Der österreichische Botaniker Stephan Ladislaus Endlicher, der sich auf die neuere Beschreibung als Basionym bezog, stellte die Pflanze wieder als eigene Art 1847 unter dem Taxon Glyptostrobus heterophyllus (Brongn.) Endl. in eine neu aufgestellte eigene Gattung Glyptostrobus. Der deutsche Botaniker Karl Heinrich Koch hielt 1873 an der neuen Gattungszuordnung fest, bezog sich aber mit dem heute gültigen Taxon Glyptostrobus pensilis auf das ältere Basionym Thuja pensilis.
Weitere Synonyme für diese Art lauten Glyptostrobus aquaticus (Roxb.) R.Parker, Glyptostrobus sinensis A.Henry ex Loder oder Glyptostrobus lineatus auct. non (Poir.) Druce.